# Каримов, Айрат Тагирович
Айрат Тагирович Каримов  (21 января 1941 года — 11 мая 2016) — советский и российский композитор, пианист и педагог. Заслуженный деятель искусств Республики Башкортостан (1995). Член Союза композиторов Российской Федерации и Республики Башкортостан.
Лауреат и призёр республиканских конкурсов композиторов.
Участник Декады башкирской литературы и искусства в Москве (1955), Дней культуры БАССР в г. Ульяновск (1968), Дней Республики Башкортостан в Москве (1997).
Организатор и художественный руководитель вокально-инструментального ансамбля «Ирэндык» (1970—1976) Башкирской государственной филармонии.

## Биография
Айрат Тагирович Каримов родился 21 января 1941 года в Уфе в семье известного башкирского композитора Тагира Шакировича Каримова. Воспитываясь в атмосфере любви к музыке, часто слушая игру отца на баяне, бывая с ним на филармонических концертах, Айрат рано приобщился к этому искусству. С 5 лет началось обучение: в Детской музыкальной школе № 1 (ныне ДМШ № 1 им. Н. Сабитова) и музыкальном училище (ныне Уфимское училище искусств) в классе фортепиано замечательного педагога и пианиста М. А. Зайдентрегера — музыканта высочайшей исполнительской культуры и эрудиции.
Первое выступление юного пианиста на концертной эстраде состоялось в 1955 году на Декаде башкирской литературы и искусства в Москве.
В 1955—1959 гг. учился в Уфимском училище искусств по классу фортепиано у М. А. Зайдентрегера. В 1959 году по окончании училища поступает в Уральскую государственную консерваторию имени М. П. Мусоргского в класс профессора И. М. Рензина.
В 1959—1964 гг. обучался в Уральской государственной консерватории им. М. П. Мусоргского. Успешно окончив консерваторию с квалификацией «концертный исполнитель», Айрат возвращается в Уфу, где некоторое время совмещает педагогическую работу с концертной деятельностью: работает преподавателем специального фортепиано в Уфимском училище искусств и музыкально-педагогическом училище, а также концертмейстером в Башкирской государственной филармонии, в филармониях городов Орла, Севастополя. Выступления в концертах, записи на радио, сотрудничество с певцами и композиторами увлекали его всё больше, и он полностью перешёл на филармоническую работу. В филармонии Ростова-на-Дону становится художественным и музыкальным руководителем эстрадного ансамбля «Донские ребята».
В 1970 году назначен музыкальным руководителем созданного в Башкирии и ставшего популярным эстрадно-инструментального ансамбля «Ирэндык». Как солисты, так и эстрадный ансамбль, организованный и возглавляемый Айратом Каримовым, нуждались в оригинальном репертуаре. Молодой руководитель, подбирая репертуар, обрабатывал и аранжировал для ансамбля произведения современных башкирских композиторов, башкирские и татарские народные мелодии. Именно в эти годы появились его первые собственные оригинальные сочинения — песни, инструментальные пьесы, фантазии на темы песен разных народов. Шесть лет работы в этом коллективе стали очень плодотворными для Каримова, а деятельность «Ирэндека» — яркой страницей в развитии башкирской эстрады. Также свой творческий путь в ансамбле под руководством Айрата Каримова начинали талантливые выдающиеся певцы — заслуженные артисты России Ильфак Смаков и Назифа Кадырова.
Подобная разносторонняя и насыщенная творческая деятельность способствовала раскрытию в одарённом музыканте композиторского таланта. Поэтому, когда в 1976 году первый ректор Института искусств, профессор Загир Гарипович Исмагилов пригласил Айрата в свой класс композиции, он с благодарностью это принял, поскольку в глубине души уже решил стать профессиональным композитором. Айрат Каримов с огромным интересом и вниманием занимался в классе маститого Маэстро, писал произведения разных жанров, уделяя большое внимание национальной музыке.
В 1976—1981 гг. учился в Уфимском государственном институте искусств (ныне Уфимский государственный институт искусств имени Загира Исмагилова) по классу композиции у проф. З. Г. Исмагилова. Окончив учёбу, работал заведующим музыкальной частью Республиканского русского театра драмы (1981—1988).
С 1988 года Айрат Каримов находился на творческой работе.

## Краткая характеристика творчества
Имя композитора Айрата Тагировича Каримова связывают прежде всего с развитием в республике национальной эстрады. Он первым ввёл в башкирскую профессиональную музыку такие новые для неё жанры, как танго, джаз-вальс, вальс-бостон, буги-вуги, босса-нова, джаз-баллада.
Айрат Каримов работал в различных жанрах инструментальной и вокальной музыки. Отбор выразительных средств в его произведениях всегда диктуется темой сочинения и особенностями замысла. Уже в первой крупной работе композитора — дипломное сочинение Концерт-рапсодия для фортепиано с оркестром (памяти отца) — прослеживаются сдержанность и глубина строгих интонаций музыки, в которую органично вплетаются темы светлого и жизнерадостного характера лирических песен Тагира Каримова. Музыка «Концерта-рапсодии» очень эффектна и интересна, слушается на одном дыхании. Автор стал также и первым исполнителем партии солиста с оркестром Института искусств под управлением М. Голубицкого (запись рапсодии находится в архиве республиканского радио).
Одним из наиболее крупных произведений в творчестве Айрата Каримова является балет «Похищение девушки» (по одноимённой комедии Мустая Карима на либретто И. Х. Хабирова). Образность и яркость тематического материала, красочность оркестровки, понимание законов сцены, пластики национальной и современной хореографии — всё это проявилось в музыке балета, который был принят к постановке Башкирским государственным театром оперы и балета.
В симфонической поэме «Мужество», посвящённой героям Великой Отечественной войны, запечатлены героико-драматические образы. Музыка поэмы отличается мощной внутренней силой и эмоциональностью. В хоровых сочинениях неизменно проявляется мастерство композитора, прекрасно знающего все тонкости хорового письма и выразительные возможности хора.
В пьесах для камерного оркестра и ансамбля скрипачей есть всегда присущее Каримову умение мастерски выстраивать композиции, изящество подачи материала, естественное развитие, музыкальной мысли.
Лирические образы нашли удивительно поэтичное воплощение в вокальных миниатюрах — романсах, песнях, хоровых зарисовках, обработках народных песен.
Произведения Айрата Каримова исполняются на различных концертах, фестивалях музыки композиторов Поволжья и Урала, на Фестивалях симфонической и хоровой музыки в Уфе. Имеются фондовые записи на радио и телевидении.

## Сочинения
Балет «Похищение девушки» (1998; по пьесе Мустая Карима на либретто И. Х. Хабирова)
Концерт-рапсодия для фортепиано с оркестром (1981)
Симфоническая картина «Мужество» (1985) по поэме «Ҡырк алтынсы һалдат» — «Сорок шестой солдат» Х. Гиляжева
Концертная фантазия на башкирскую народную песню «Тафтиляу» для струнного квартета (1994)
Хоровая поэма «Карусель» на стихи М. Карима в пер. Е. М. Николаевской
Пьесы для эстрадного ансамбля
Произведения для камерного и духового оркестров
Песни и романсы (около 50)
Вокальные и инструментальные произведения для детей
Автор музыки к 30 спектаклям Башкирского театра драмы и Русского академического театра драмы; к документальным фильмам «Трудный путь в будущее» (1993), «Город мой» (1995); концертных обработок башкирских народных песен для хора.

## Награды и звания
Заслуженный деятель искусств Республики Башкортостан (1995)
Лауреат Республиканского конкурса музыкальных произведений, посвященных 50-летию Победы в Великой Отечественной войне (1995)
Лауреат Первой премии за песню «Мы жизни одной» на слова Урана Киньябулатова в конкурсе, посвященном 65-летию Победы (2010)

## Семья
Отец — Тагир (Тагирьян) Каримов, советский башкирский композитор. Член Союза композиторов БАССР с 1950, Союза композиторов СССР. Заслуженный деятель искусств Башкирской АССР (1972).
Сын — Диас Каримов, пианист и композитор, лауреат международных конкурсов. Доцент Академии музыки во Франкфурте-на-Майне.